# Sabazjos

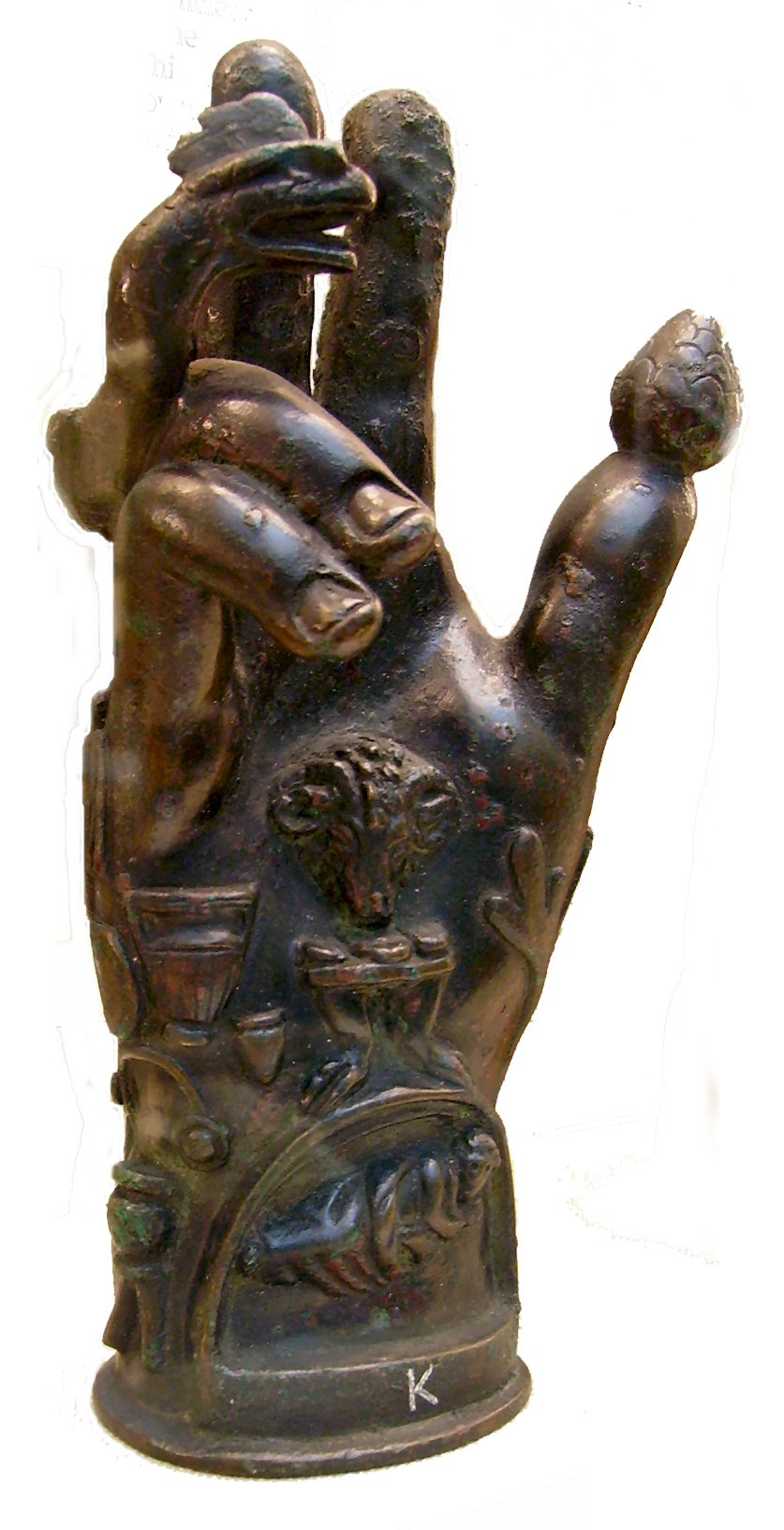
Ręka używana w ceremoniach kultu Sabazjosa (brąz, I-II w. n.e., British Museum)

Sabazjos, Sabasios (gr. Σαβάζιος, łac. Sabazius) – chtoniczne bóstwo synkretyczne świata starożytnego, pochodzenia frygijskiego; znane  w wierzeniach Traków, czczone w starożytnej Grecji i Rzymie.
Kult jego najwcześniej rozwinięty był w Tracji (szczególną cześć odbierał na ziemiach Bessów), gdzie podobnie jak potem we Frygii uważano go za bóstwo sił natury, roślinności, upraw (rolnictwa) i lecznictwa (medycyny). Miał też przynosić pomoc w nieszczęściu i przy porodzie. W późniejszym czasie Tracy uważali go (podobnie jak Dionizosa) za jedno z wcieleń niezwykle popularnego bóstwa, zwanego Herosem (inaczej Jeźdźca Trackiego), co odzwierciedlało ich religijne przekonanie, iż wszystkie bóstwa męskie mają cechy konnych myśliwych.
Obrzędy kultu Sabazjosa miały charakter orgiastyczny (m.in. wykonywany taniec sikinnis), a poświęconym mu zwierzęciem był wąż, odgrywający istotną rolę w misteriach ku czci bóstwa. W V w. p.n.e. przeniesiony z Tracji kult przyjął się w Grecji, gdzie bóstwo to utożsamiono z Dionizosem-Zagreusem – skąd następnie przeniknął do Rzymu, gdzie Sabazjosa łączono z Jowiszem.
W wierzeniach Traków był synem Zbelsurda i Bendidy (według innych źródeł – małżonkiem Bendidy). Włączony do mitologii greckiej miał być synem Persefony i Zeusa, który spłodził go przyjąwszy postać węża; on sam również często przyjmował postać tego stworzenia odgrywającego rolę w jego obrzędach. W ikonografii przedstawiano go jako brodatego mężczyznę w czapce frygijskiej. Poza wężami do jego zwierzęcych atrybutów należały jaszczurki, żółwie, żaby, a także szyszka pinii. W grecko-rzymskim ceremoniale kultowym charakterystycznym elementem była prawa dłoń wzniesiona w geście błogosławieństwa.
Choć nie należał do panteonu helleńskiego, przez Greków utożsamiany był z Dionizosem, a nawet uważany za Dionizosa „starszego” – syna Zeusa i Persefony, któremu przypisywano pomysł oswojenia wołów i nałożenia im jarzma. Tak tłumaczono w jego wizerunkach obecność rogów na czole. Według pewnego przekazu, dla uwiedzenia jednej ze swych kapłanek w Azji Mniejszej Sabazjos miał też przyjąć postać węża i w tej postaci obdarzyć ją potomstwem.  
W synkretyzmie okresu hellenistycznego i cesarstwa rzymskiego utożsamiano go z wieloma bóstwami, m.in. z bogiem Żydów (na podstawie imiennego podobieństwa Kyrios Sabaoth z Septuaginty), kreując judeopogańskie bóstwo nazywane niekiedy Theos Hypsistos (Θεος Ὕψιστος, dosł. „Bóg Najwyższy”). Z misteriami Sabazjosa łączą się ścienne malowidła zachowane w komorze Wincencjusza znajdującej się w obrębie rzymskich katakumb Pretekstata.
W wierzeniach grecko-rzymskich nie jest znany żaden poświęcony mu mit, nawet o charakterze ezoterycznym.